# بازی دروغ
بازی دروغ (انگلیسی: Liar Game; ژاپنی: ライアーゲーム) یک مجموعه مانگا ژاپنی به نویسندگی و تصویرگری شینوبو کایتانی است. این مانگا به صورت سریالی‌شده در مجله سینن مانگا ویکلی یانگ جامپ از شوئیشا از فوریه ۲۰۰۵ تا ژانویه ۲۰۱۵ منتشر شد. این مانگا در مجموعه تلویزیونی ۲۰۱۴ کره جنوبی به نام بازی دروغ اقتباس شد.

## شخصیت‌ها

### پروتاگونیست‌ها
نائو کانزاکی (神崎 直 Kanzaki Nao)
شینیچی آکی‌یاما (秋山 深一 Akiyama Shin'ichi)

### آنتاگونیست‌ها
کازوئو فوجیساوا (藤沢 和雄 Fujisawa Kazuo)
یوجی فوکوناگا (福永 ユウジ Fukunaga Yuuji)
نوریهیکو یوکویا (横谷 憲彦 Yokoya Norihiko)
تاکاشی هاریموتو (ハリモト タカシ Harimoto Takashi)